# Tuszyn
Tuszyn (1943–1945 Tuschin) ist eine Stadt im Powiat Łódzki wschodni der Woiwodschaft Łódź in Polen. Sie ist Sitz der gleichnamigen Stadt-und-Land-Gemeinde mit 12.453 Einwohnern (Stand 31. Dezember 2020).

## Geschichte
Die erste urkundliche Erwähnung des Ortes stammt aus dem Jahre 1223, als der Herzog Masowiens und Kujawiens Konrad dem preußischen Bischof Christian das Recht zum Anlegen der Dörfer Czarnocin, Rudnik und Tuszyn erteilte. Der Name des Ortes war damals Tuschino. Der erste Hinweis auf eine Kirche stammt aus 1397, das genaue Datum der Errichtung der Kirche, die vermutlich eine hölzerne war, ist nicht bekannt. Das Stadtrecht nach Magdeburger Recht erhielt der Ort am 16. August 1416 vom polnischen König Władysław II. Jagiełło. Ein großes Feuer vernichtete 1484 fast die gesamte Stadt. Ein weiteres folgte 1555. Bei einer Erhebung wurden 1564 sieben Schmiede, dreizehn Schuhmacher, vier Kürschner, zehn Bäcker, fünfzehn Brauer, acht Radmacher, zwei Stellmacher und fünf Metzger gezählt. Am 4. September 1566 bestätigte Sigismund II. August das Stadtrecht für den Ort. 1576 wütete erneut ein Brand in der Stadt und vernichtete sie größtenteils. Während des Schwedisch-Polnischen Kriegs wurde die Stadt 1655 kampflos von den Schweden eingenommen. Im Verlauf der Besetzung wurde die Stadt geplündert und erlitt zahlreiche Zerstörungen. 1660 wurden die ersten Juden in der Stadt registriert. Auch während des Großen Nordischen Kriegs wurde Tuszyn 1703 von den Schweden besetzt.
Mit der Zweiten Teilung Polens wurde der Ort 1793 Teil Preußens. Bei der Errichtung des Herzogtums Warschau wurde die 1807 Stadt Teil desselben und acht Jahre später Teil Kongresspolens. Die Zunft der Gerber wurde 1838 gegründet. 1848 wütete die Cholera in Tuszyn.
1870 entzog der Zar dem Ort das Stadtrecht. Am 18. Juni 1916 wurde die Stadt an das Straßenbahnnetz nach Łódź angeschlossen. 1917 wurde eine Parkanlage angelegt. 1922 wurde das Kino mit 130 Plätzen eröffnet. Am 1. Januar 1924 wurde Tuszyn erneut das Stadtrecht verliehen und am 7. Mai erfolgte die erste Wahl eines Stadtrates. Mit dem Beginn des Zweiten Weltkrieges wurde die Stadt im September 1939 von der Wehrmacht besetzt. Im Tuschin-Wald befand sich ein großes Umsiedlerlager der VOMI (Volksdeutsche Mittelstelle), dort waren ab 1941 (?) deutschstämmige Umsiedler aus Bessarabien, Kroatien u. a. untergebracht, die später im Generalgouvernement angesiedelt werden sollten. Im Lager Tuschin wurde Ende 1942 aus den zur Umsiedlung vorgesehenen volksdeutschen Kroaten auch das  1. SS-Landwacht-Bataillon Zamosc aufgestellt, das 1943 ins Generalgouvernement versetzt wurde, wo es bei der Vertreibung der polnischen Bevölkerung im Rahmen der Aktion Zamosc und im „Bandenkampf“ eingesetzt wurde. Am 19. Januar 1945 erreichte die Rote Armee die Stadt. Während einer Verwaltungsreform wurde der Ort 1975 Teil der Woiwodschaft Piotrków und blieb es bis 1999, als eine erneute Reform ihn zu einem Teil der Woiwodschaft Łódź machte.
Roman Cycowski, Bariton der Comedian Harmonists, wurde am 25. Januar 1901 in Tuszyn als Sohn des orthodox-jüdischen Textilfabrikanten Schlama Cycowski geboren, der eine kleine Spinnerei besaß, die im Ersten Weltkrieg zerstört wurde.

### Einwohnerentwicklung
1781 lebten 450 Menschen in der Stadt, 364 davon Christen und 86 Juden. 1820 waren es 1064. 1831 lebten 1315 Menschen, davon 350 Juden, hier. 1924 lebten insgesamt 3550 Menschen hier, davon 1650 Juden.
| Jahr          | 1781 | 1820 | 1831 | 1840 | 1850 | 1857 | 1860 | 1924 | 2007 |
| Einwohnerzahl | 450  | 1064 | 1315 | 1548 | 1669 | 1835 | 1866 | 3550 | 7172 |

## Gemeinde
Zur Stadt-und-Land-Gemeinde (gmina miejsko-wiejska) Tuszyn gehören die Stadt selbst und 20 Dörfer mit Schulzenämtern.

## Söhne und Töchter der Stadt
- Jankel Adler (1895–1949), Maler und Graveur
- Roman Cycowski (1901–1998), polnischer Sänger und Unterhaltungskünstler, Mitglied der Comedian Harmonists, sowie Chasan (Kantor) einer Synagoge in den USA